# Mast-Jägermeister

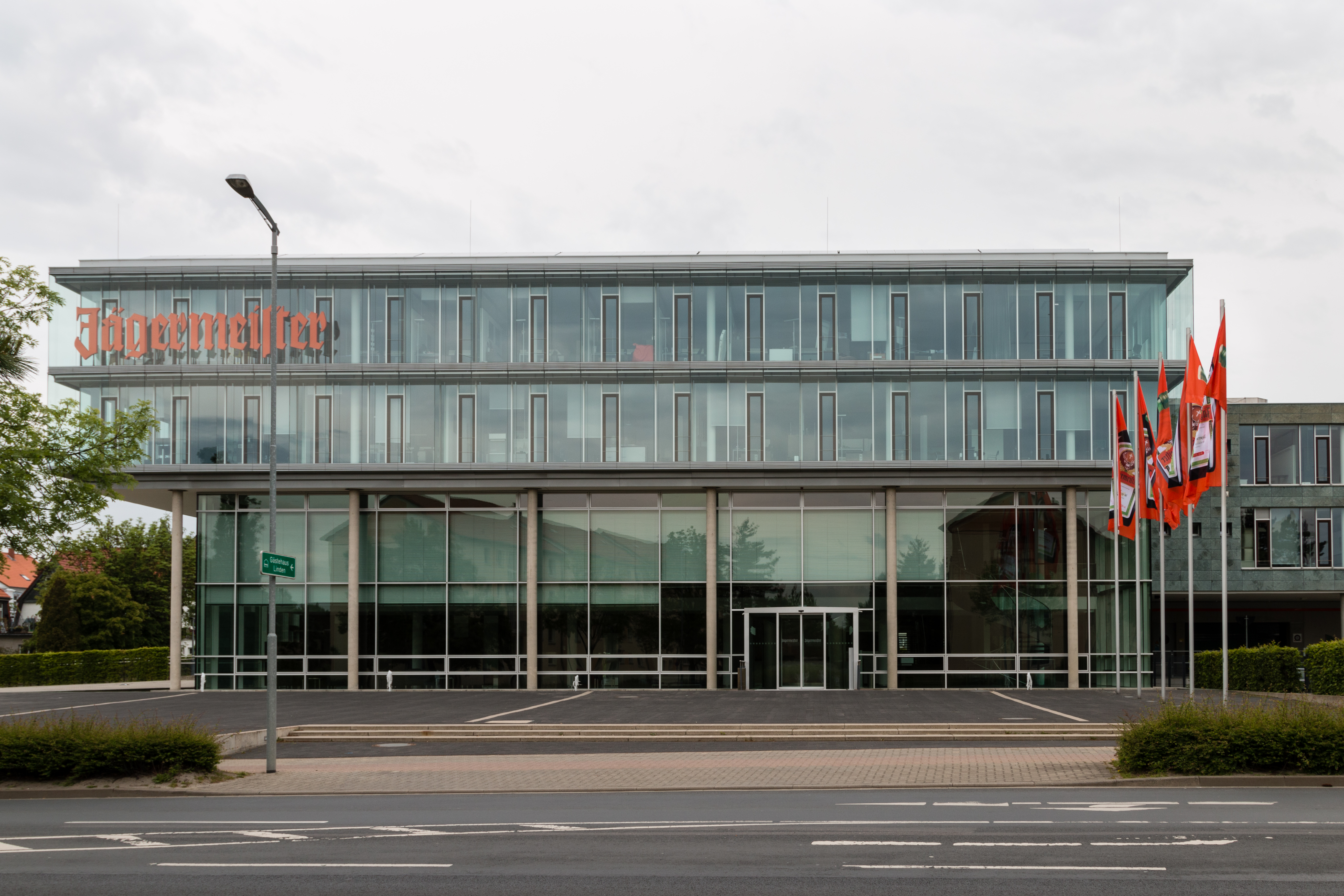
Mast-Jägermeister Wolfenbüttel

Mast-Jägermeister SE, tysk tillverkare av likören Jägermeister i Wolfenbüttel.

## Historia
Bolagets historia går tillbaka till 1878 då det grundades av Wilhelm Mast som var ättiksfabrikant. Bolagets storsäljare Jägermeister skapades av Curt Mast (1897–1970) som faderns verksamhet som även innefattande vinhandel.. Curt Mast startade efterhand sprittillverkning. Han experimenterade under flera år innan han 1934 lanserade Jägermeister. Mast var själv jägare och kanske var det turerna med jaktlaget som inspirerade honom till skapandet av likören.
Günter Mast kom under 45 år att verka i bolaget och var den som gjorde märket spritt över hela världen. Hans driftighet ledde till exportframgångar med de första exportmarknaderna i Danmark, Benelux, Italien och Österrike under 1960-talet. Günter Mast var barnbarn till Wilhelm Mast och brorson till Curt Mast. 1952 började Günter Mast i familjebolaget som han själv aldrig ägde och var präglande figur innan han 1997 lämnade bolaget. 1970 ärvde Annemarie Findel-Mast bolaget av sin far Curt Mast. När Annemarie Findel-Mast avled 2010 ärvde hennes son Stefan Findel. Hasso Kaempfe tog över ledningen av bolaget efter Günter Mast och inledde en satsning på att modernisera bolagets strukturer och att nå yngre målgrupper.
År 2003 tvingade Mast-Jägermeister AG, under hänvisning till varumärkesintrång, Vin & Sprit att lägga ner tillverkningen av snapsen Jägarbrännvin som lanserats 1997. Domstolen kom fram till att Jägermeisters varumärke har en betydande förvärvad särskiljningsförmåga och åtnjuter ett särskilt omfattande skydd. Högsta domstolen avkunnade den 9 maj 2003 domslut (mål nr T 2982-1) till Mast-Jägermeisters förmån.

## Jägermeisters marknadsföring
Under 1970-talet sponsrade företaget fotbollslaget Eintracht Braunschweig och var bland annat först med tröjreklam i Bundesliga. Günter Mast som satsade stora pengar i klubben hade även planer på att ge laget det nya namnet Jägermeister Braunschweig. Under 1970-talet var företaget även stor sponsor inom motorsport.